# Alfred J. Goulding
Alfred John Goulding (Melbourne, 26 gennaio 1896 – Hollywood, 25 aprile 1972) è stato un regista e sceneggiatore australiano naturalizzato statunitense.

## Biografia
Nato in Australia, nello stato di Victoria, fratello più giovane della celebre cantante lirica Elsa Goulding, era un ex attore di vaudeville che, negli Stati Uniti, diventò regista specializzandosi nelle commedie comiche all'epoca del cinema muto. Diresse 182 film fra il 1917 e il 1959. Morì a Hollywood per polmonite.

## Filmografia

### Regista (parziale)
- By the Sad Sea Waves (1917)
- Bliss (1917)
- All Aboard (1917)
- Bashful - cortometraggio (1917)
- Step Lively (1917)
- A Gasoline Wedding (1918)
- Look Pleasant, Please (1918)
- Let's Go (1918)
- On the Jump (1918)
- Follow the Crowd (1918)
- Pipe the Whiskers (1918)
- Hey There! (1918)
- Kicked Out (1918)
- Two-Gun Gussie (1918)
- Fireman Save My Child (1918)
- Somewhere in Turkey (1918)
- An Ozark Romance (1918)
- Kicking the Germ Out of Germany (1918)
- Bride and Gloom (1918)
- Swing Your Partners (1918)
- Take a Chance (1918)
- Charlie in Turkey (1919)
- The Dutiful Dub (1919)
- Crack Your Heels (1919)
- Ring Up the Curtain (1919)
- Si, Senor (1919)
- The Marathon (1919)
- Pistols for Breakfast (1919)
- Off the Trolley (1919)
- Never Touched Me (1919)
- Count Your Change (1919)
- Heap Big Chief (1919)
- Don't Shove (1919)
- From Hand to Mouth (1919)
- Il castello incantato (Haunted Spooks), co-regia di Hal Roach (1920)
- Little Red Riding Hood, co-regia di Al Herman (1922)
- Scusatemi tanto! (Excuse Me) (1925)
- Poisoned Ivory (1934)
- His Bridal Sweet (1935)
- Noi siamo le colonne (A Chump at Oxford) (1940)
- A Yank in Australia (1944)

### Attore
- His Bomb Policy, regia di Charles Parrott (Charley Chase) (1917)
- Love's Young Scream, regia di Fred Jefferson (1919)
- Little Red Riding Hood, regia di Alfred J. Goulding e Al Herman (1922)
- Learning to Love, regia di Sidney A. Franklin (1925)
- Lady, una vera signora (The Lady), regia di Frank Borzage (1925)
- Poisoned Ivory, regia di Alf Goulding (1934)
- A Yank in Australia, regia di Alf Goulding (1942)